# Geografisch middelpunt van Nederland

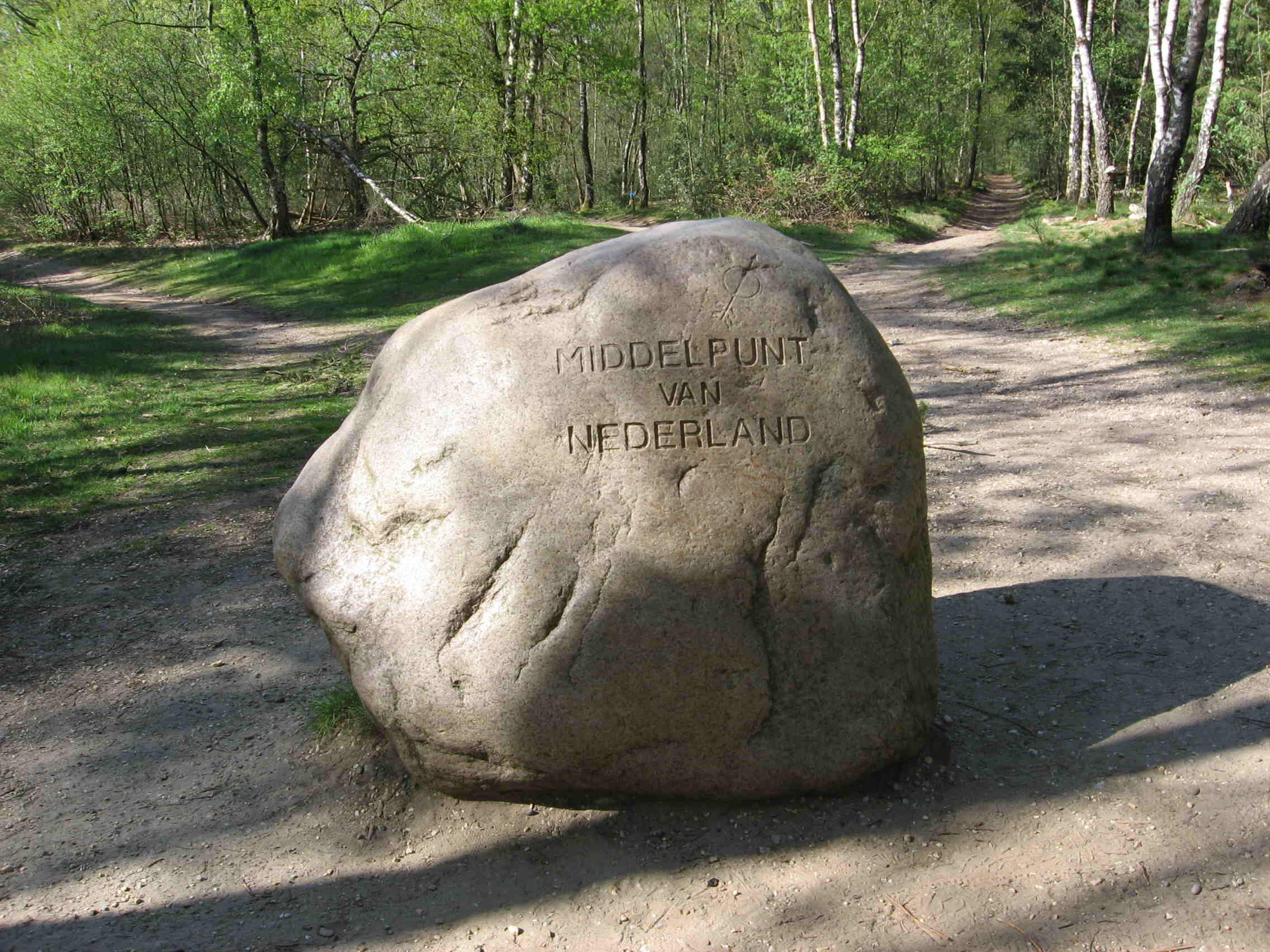
Middelpunt van Nederland op de Lindeboomsberg (nieuwe steen van 2002)

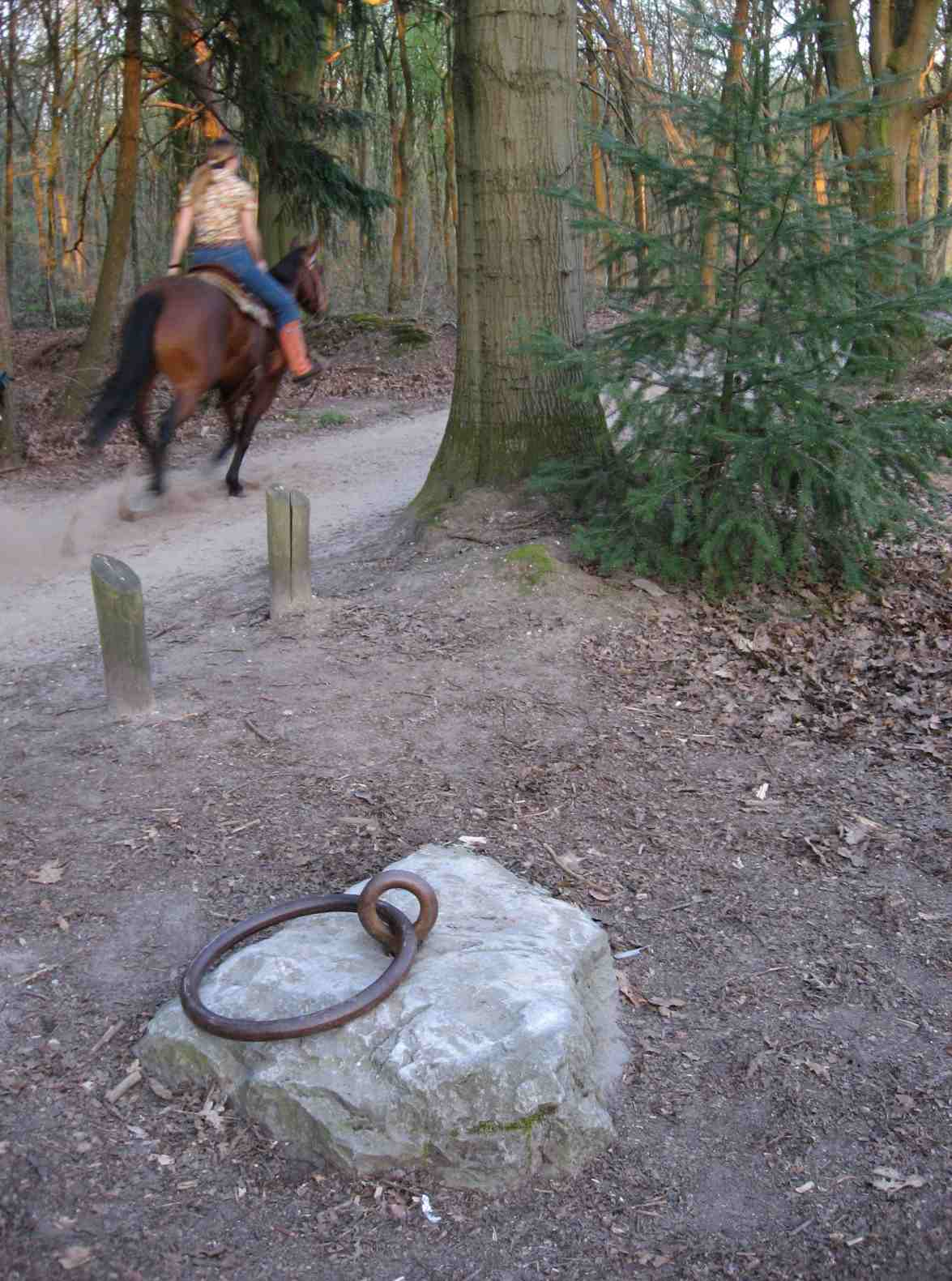
Zwaartepunt van Nederland bij Putten

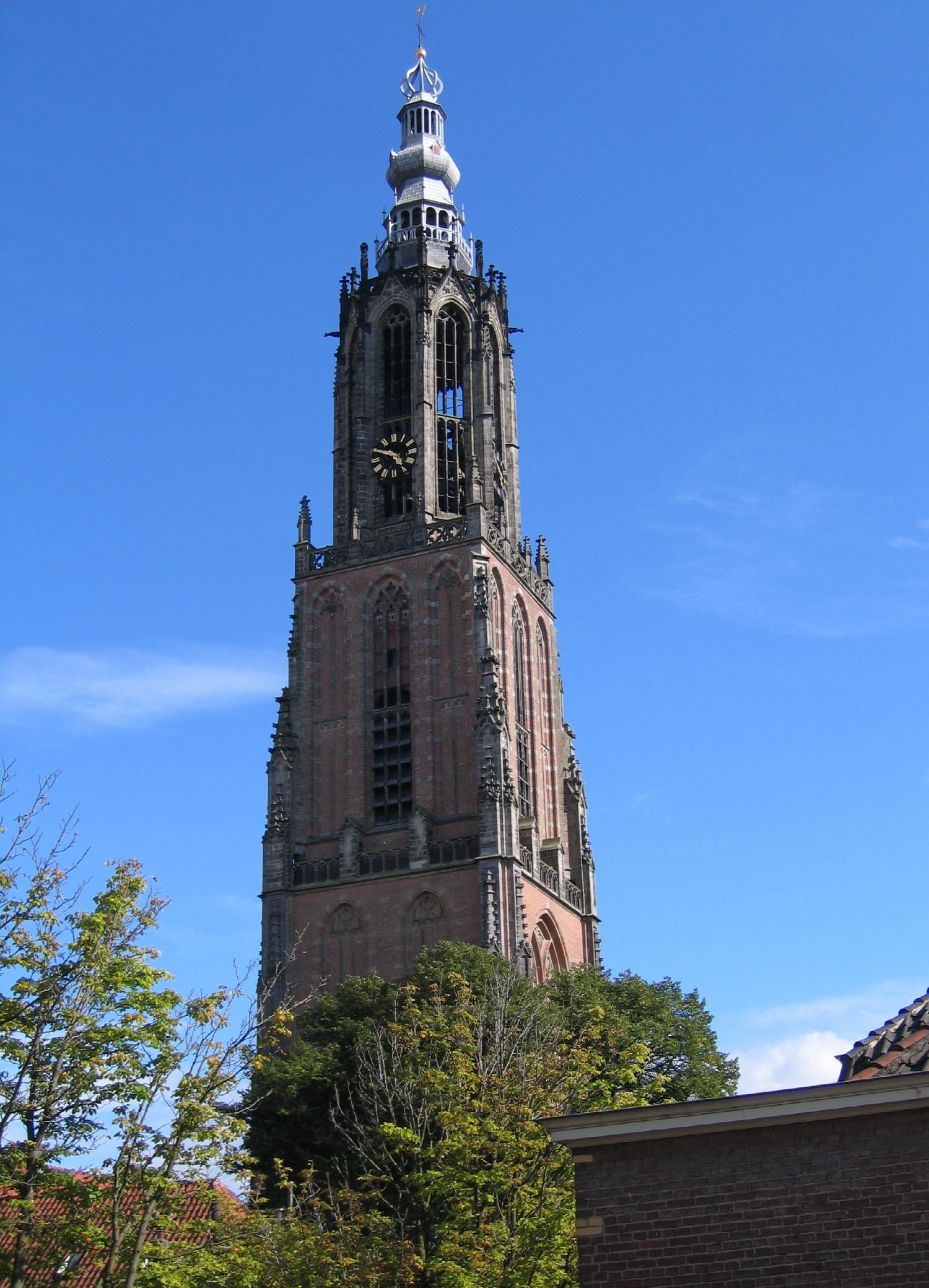
Geografisch middelpunt van Nederland; de Onze Lieve Vrouwetoren in Amersfoort

Het geografisch middelpunt van Europees Nederland is een begrip zonder officiële definitie. Hieronder volgen enkele mogelijke definities. In dit artikel wordt geen rekening gehouden met de bijzondere gemeenten Bonaire, Saba en Sint Eustatius.

## Verschillende middelpunten
- Het zwaartepunt van het droge landoppervlak van Nederland. In 1984 heeft de geoloog Frank Storbeck uitgerekend dat het zwaartepunt in Putten ligt. Hij digitaliseerde de randen van Nederland en van de binnenwateren en berekende met de computer het zwaartepunt van het droge land. Storbeck deed dit in opdracht van de theatermaker Harrie Hageman, die zich ten doel gesteld had om een ludieke happening te organiseren met als thema de ontdekking van het zwaartepunt van Nederland.[1] Hageman liet op de berekende plek een ijzeren ring verankeren aan een zwerfkei in de grond. Dit monument werd onthuld met de woorden "Til Nederland op aan deze ring en niemand zal het merken". De ring met steen werd in 2007 opgetild en ontvoerd in het kader van een oudejaarsstunt. Voor een aflevering van het televisieprogramma Het Klokhuis in 2016 heeft het Kadaster het punt herberekend. Men kwam toen uit op een locatie in de gemeente Ermelo.[2] Dit kwam echter voornamelijk doordat bij deze berekening ook bij eb droogvallende gronden meegenomen werden. Door de Wadden in het noorden verschuift dan het gevonden middelpunt. Berekent men het middelpunt uitgaande van de hoogwaterlijn, dan komt men ongeveer op 2 km van het punt van Storbeck uit. Het verschil is ten dele te verklaren door berekeningsonzekerheden, omdat Storbeck het deels handmatig berekende, maar de precieze plek die men vindt is ook afhankelijk van gehanteerde definities, grenswijzigingen en kustverandering.[3]
- Het middelpunt van een omgeschreven rechthoek van Nederland. Voor de omgeschreven (op het kaartnoorden georiënteerde) rechthoek, ligt het middelpunt in Soest.[4]
- Het middelpunt van de omgeschreven cirkel van Nederland. Dit ligt een halve kilometer ten noordoosten van Eembrugge in de gemeente Baarn. De straal van de cirkel is 170 kilometer.
- Het snijpunt van de diagonalen van de vierhoek van de vier extreme punten: het oostelijkste, noordelijkste, westelijkste en zuidelijkste punt van het land. Voor Nederland ligt dat snijpunt bij Oosteinde in Drenthe. Dit is een van de oudst bekende definities, in 1775 gebruikt door de Poolse astronoom Sobiekrajski om het "geografisch" middelpunt van Europa precies te bepalen (Suchowola).
- Amersfoort wordt vaak geografisch middelpunt van Nederland genoemd, of kadastraal middelpunt, omdat de Onze Lieve Vrouwetoren het centrale punt is van de stereografische projectie van de Nederlandse topografische kaarten en van de Rijksdriehoekscoördinaten. Amersfoort was bovendien het nulpunt van de Rijksdriehoekscoördinaten, tot dat rond 1970 verplaatst werd.
- Lunteren staat bekend om de Lindeboomsberg met de grote zwerfkei die het middelpunt van Nederland zou zijn. Halverwege de 20e eeuw lag er echter geen enkele grote steen boven op de berg. De toenmalige directeur van de VVV, ir. B. Wigman, had vernomen van een oude boer dat er op de top van oudsher tot circa 1935 drie grote kalenderstenen (of zonnewendestenen) hadden gestaan.[5] De ene zijde van de stenendriehoek had naar het noordoosten gewezen, waar de zon op de langste dag opkomt, de andere zijde naar het zuidoosten, waar de zon op de kortste dag opkomt. Ook had de boer overgeleverd dat de Lindeboomsberg het middelpunt van Nederland was, met evenveel land ten noorden en ten zuiden ervan, en evenveel land ten oosten en ten westen, voor de drooglegging van de grote IJsselmeerpolders. In feite lag dit mediaanpunt overigens circa 10 km noordoostelijker. Wigman meende een van de oude stenen achterhaald te hebben en liet hem in 1965 op de Lindeboomsberg plaatsen, met de inscriptie "Middelpunt Nederland". Het werd een toeristische trekpleister. Op 1 april 1980 werd de kei door studenten van de Landbouwhogeschool in Wageningen 'gekaapt' en naar de Markt van Wageningen gebracht. Aan de pers werd de mededeling gedaan dat het Middelpunt, als gevolg van de gaswinningen in het noorden des lands, naar het zuiden verschoven was en dus in Wageningen was komen te liggen.[6] Enige weken later werd de zwerfkei door leden van Scouting Lunteren heroverd en terug naar Lunteren gebracht, waar hij in beton werd gegoten om herhaling te voorkomen. De steen barstte later en hij werd in 2002 vervangen door een nieuwe. Men heeft in de jaren tachtig twee zwerfkeien bij de middelpuntsteen geplaatst om het verhaal van de kalenderstenen tastbaar te maken.

## Grenswijzigingen
Door natuurkrachten, inpolderingen, politiek en oorlog is het zwaartepunt van het droge land in de loop van de geschiedenis geen vast punt. De laatste grenswijzigingen door oorlog waren de tijdelijke annexatie van 69 km² Duits grondgebied tussen 1949 en 1963, waarvan uiteindelijk slechts 1 km² behouden bleef, en het scheidingsverdrag van Nederland en België in 1839. De laatste grote droogleggingen waren de IJsselmeerpolders (1930-1968) en de Eerste en Tweede Maasvlakte (1973 en 2012). Het zwaartepunt verschuift door het wandelen van de Waddeneilanden en de groei van de Razende Bol bij Den Helder. Als het IJsselmeer en de Waddenzee zouden worden drooggelegd dan verschoof het zwaartepunt van Putten naar Zeewolde. De toetreding van Sint Eustatius, Saba en Bonaire tot Nederland op 10 oktober 2010 heeft het zwaartepunt van het land drastisch verplaatst.

## Galerij

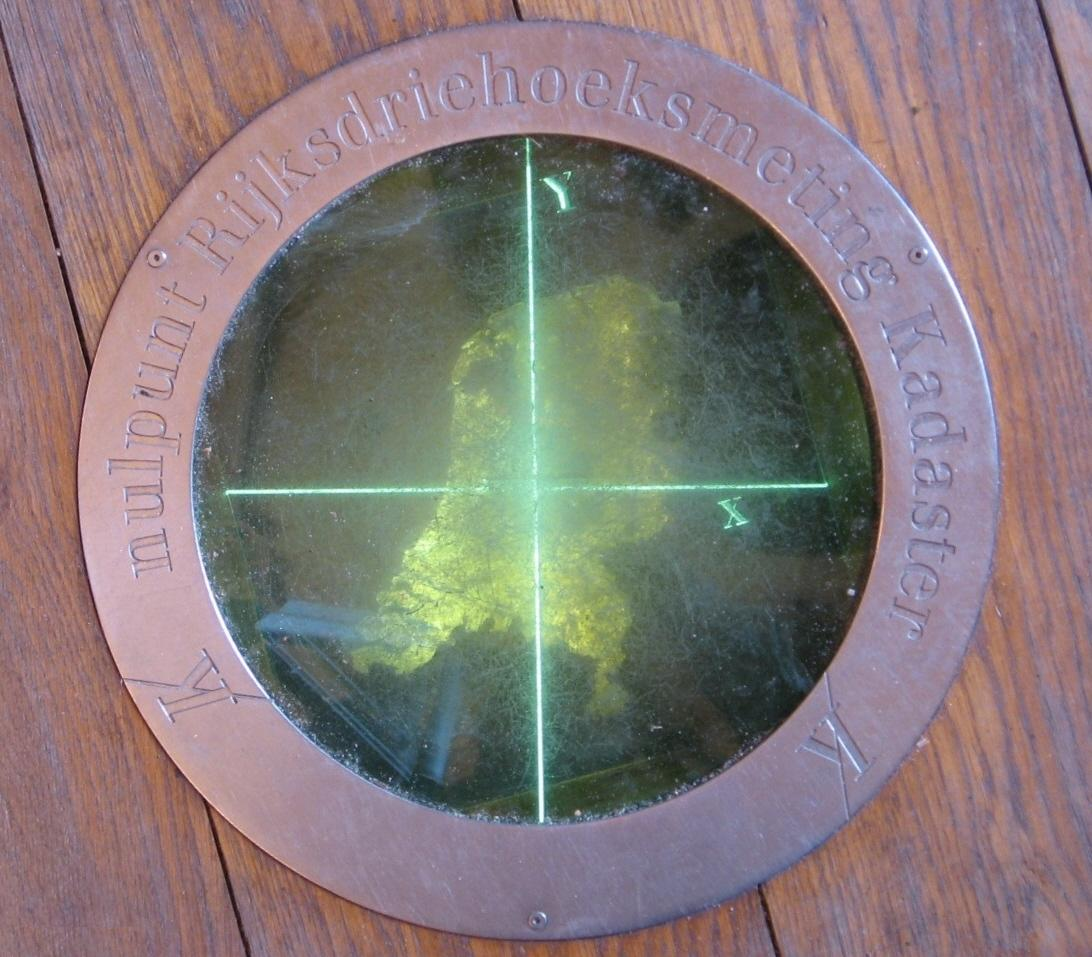
Markering in de vloer van de Amersfoortse Onze Lieve Vrouwetoren die het kadastrale nulpunt aangeeft
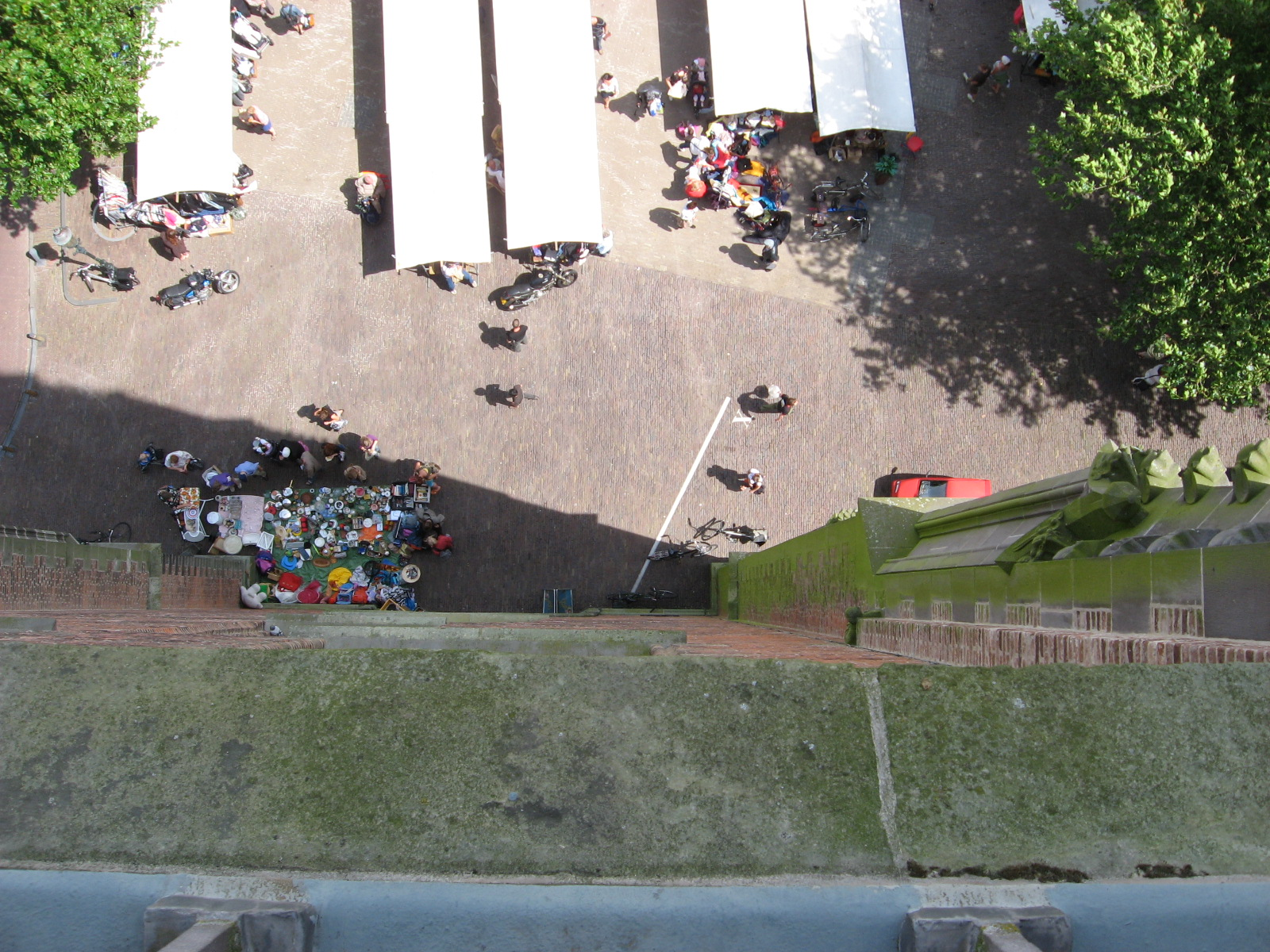
Metalen strip in het plaveisel aan de oostzijde van de Onze Lieve Vrouwetoren die de kadastrale x-as voorstelt
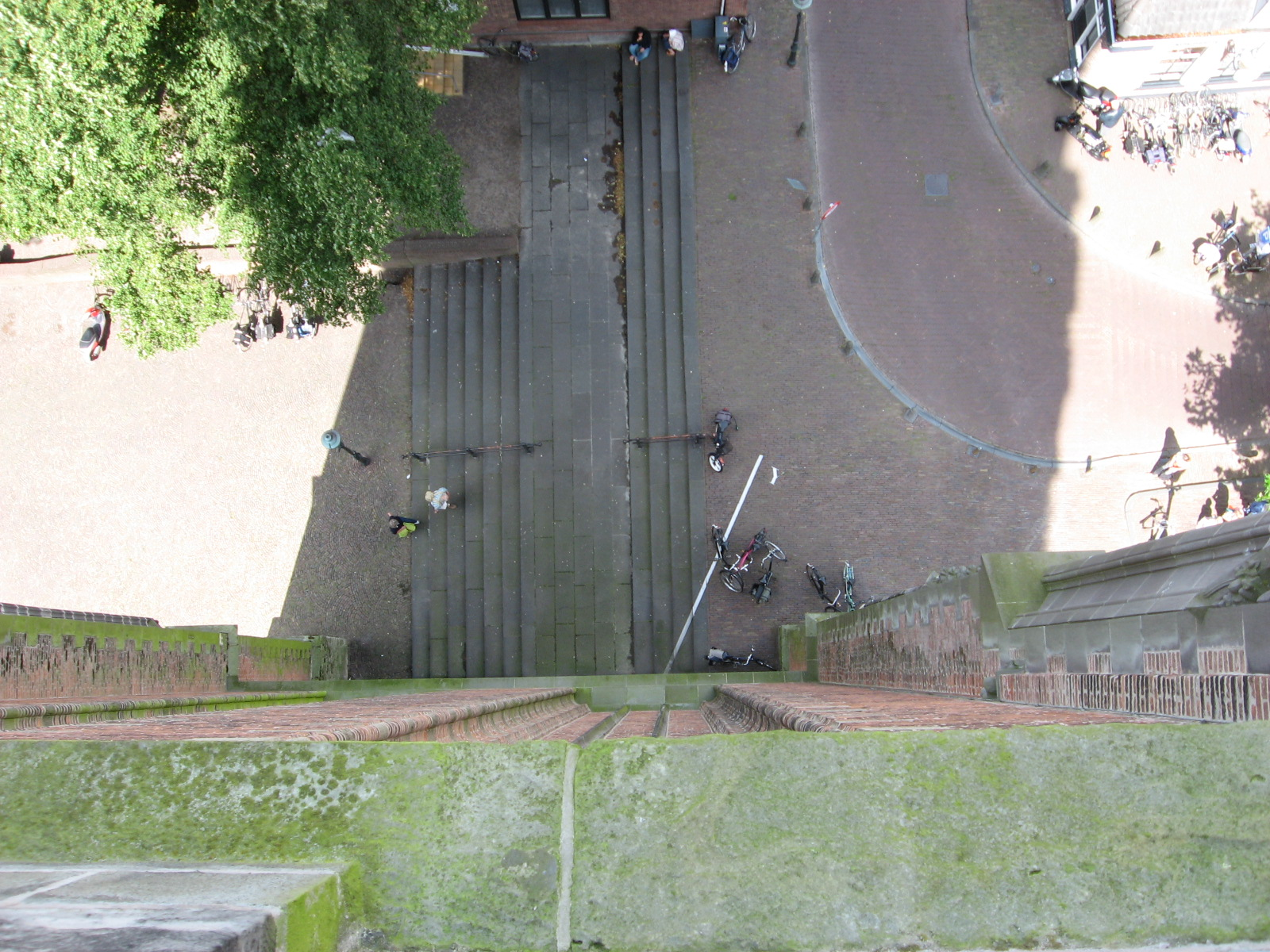
Metalen strip in het plaveisel aan de noordzijde van de Onze Lieve Vrouwetoren die de kadastrale y-as voorstelt
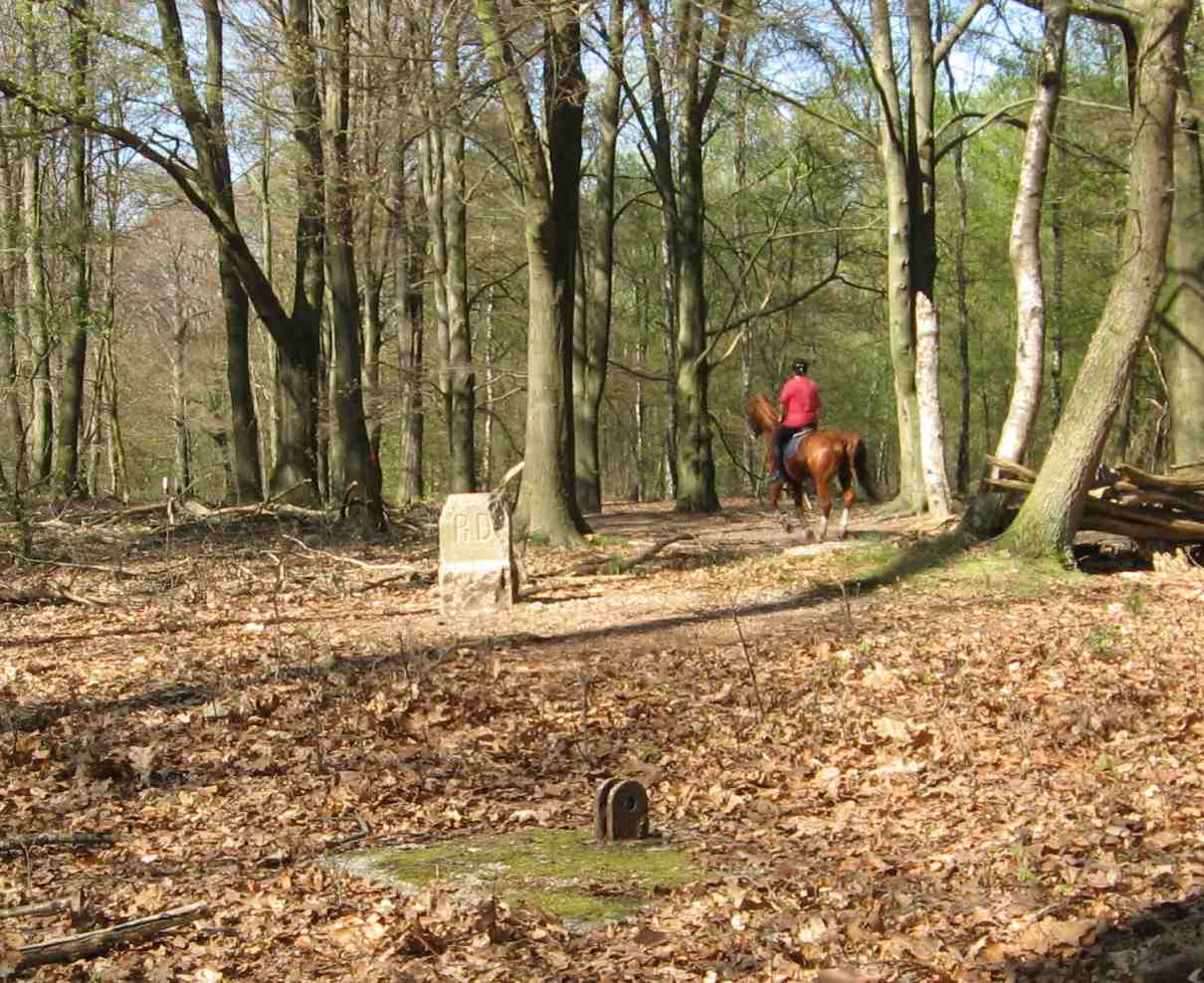
RD-steen nabij de Lindeboomsberg. Hier stond een toren als regionaal punt voor de Rijksdriehoeksmeting.
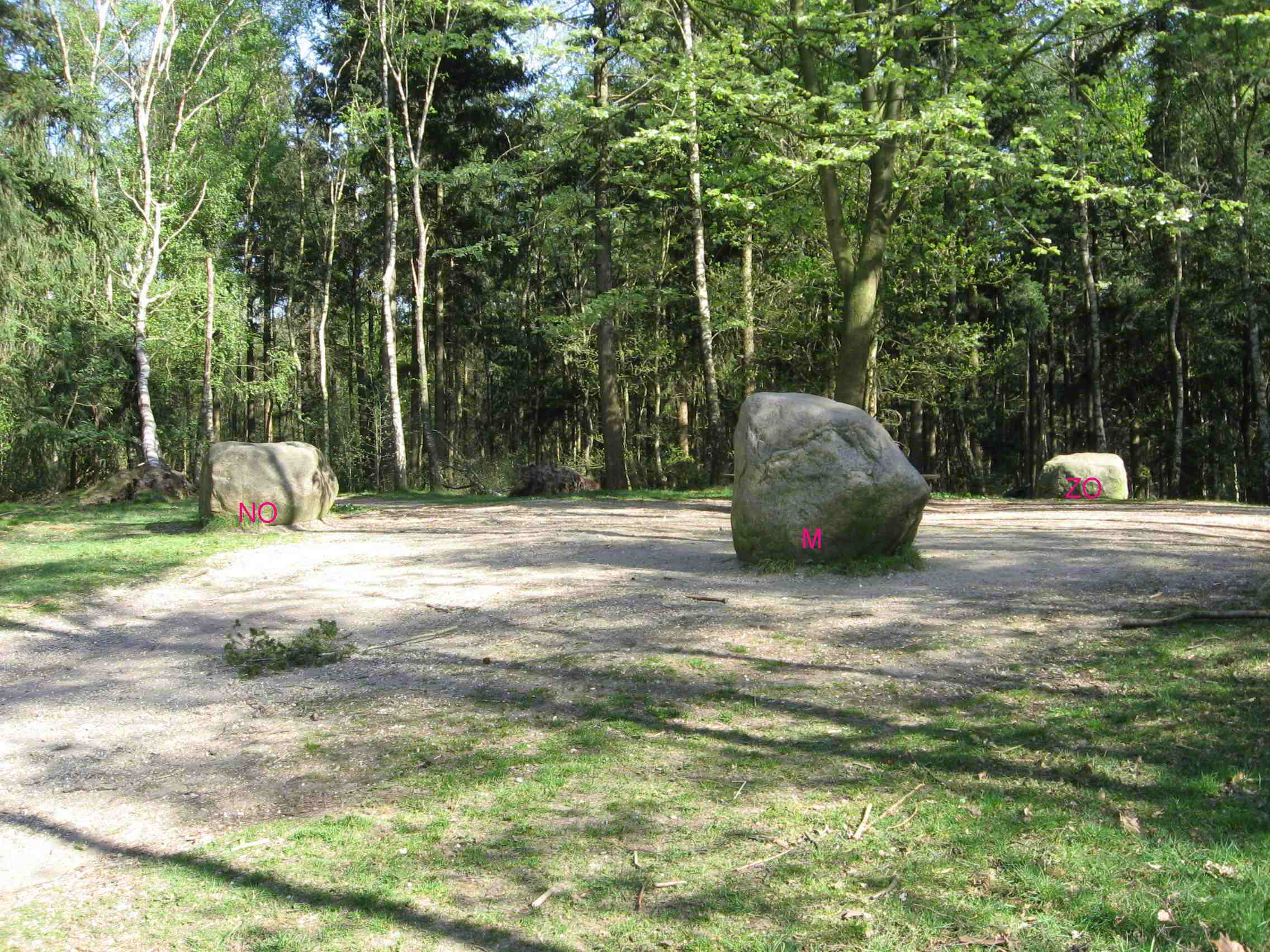
Het multifunctionele middelpunt van de Lindeboomsberg volgens Wigman: in een ver verleden was de lindeboom op de top (achter steen M) het middelpunt van rechtspraak. M was bovendien het middelpunt van de 'kalenderstenen' links (NO, noordoost, waar de zon opkomt op de langste dag), en rechts (ZO, zuidoost, waar de zon opkomt op de kortste dag). Later werd M het middelpunt van Nederland. Rondom was kale heide.
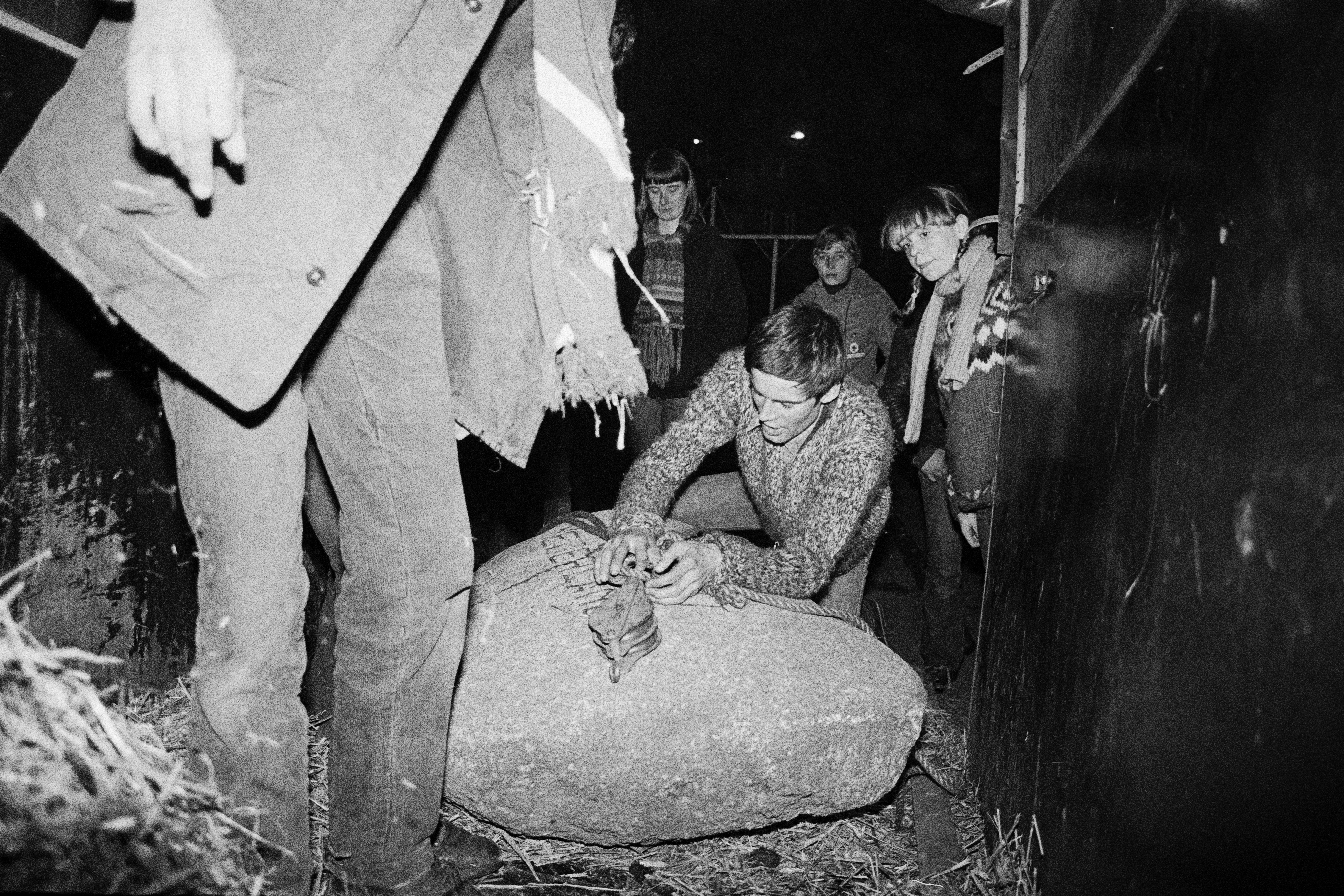
Leden van Scouting Lunteren halen in mei 1980 de steen Middelpunt Nederland terug naar Lunteren. Deze was op 1 april door Wageningse studenten gestolen.
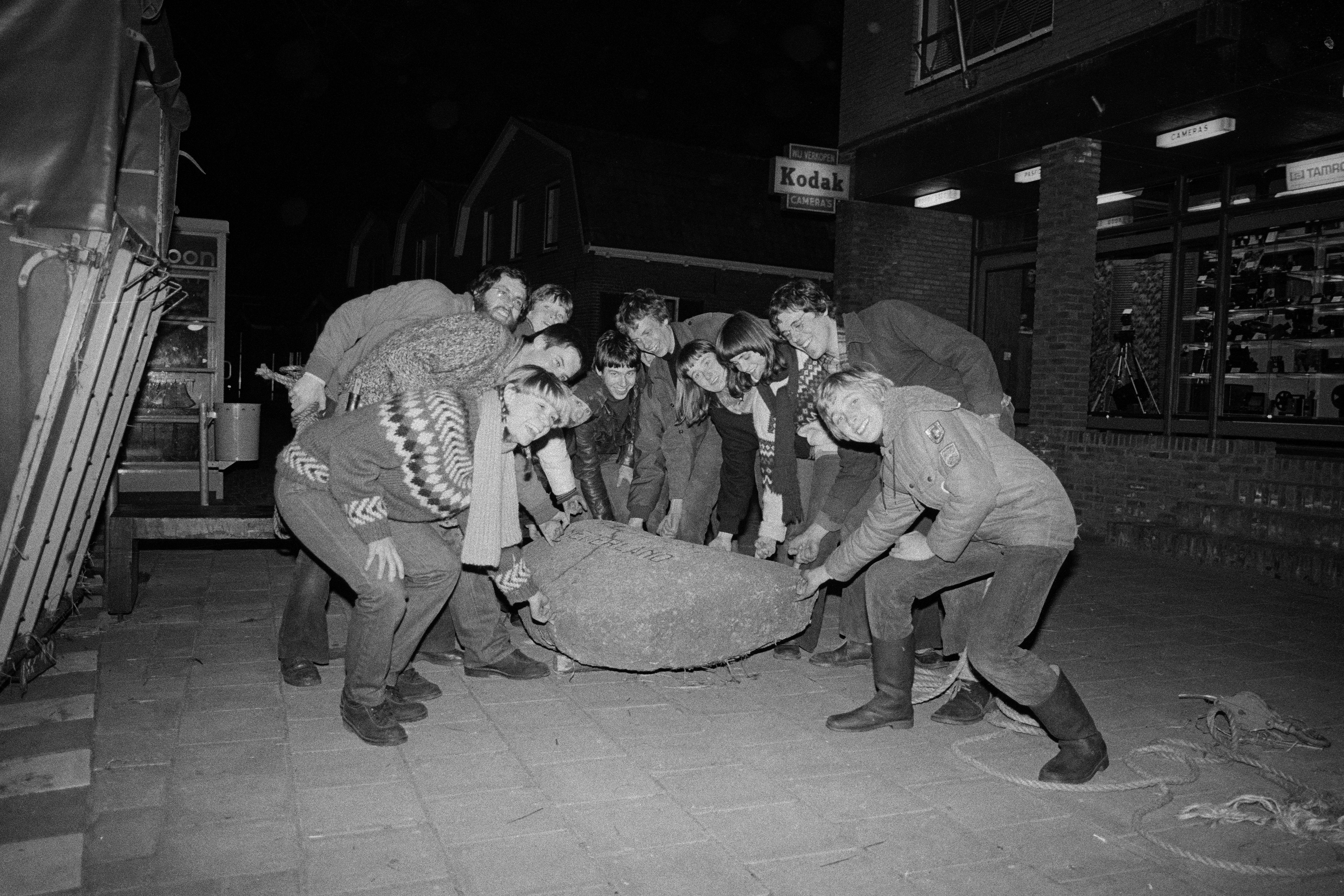
De steen werd met touw en takel in een paardentrailer geladen.
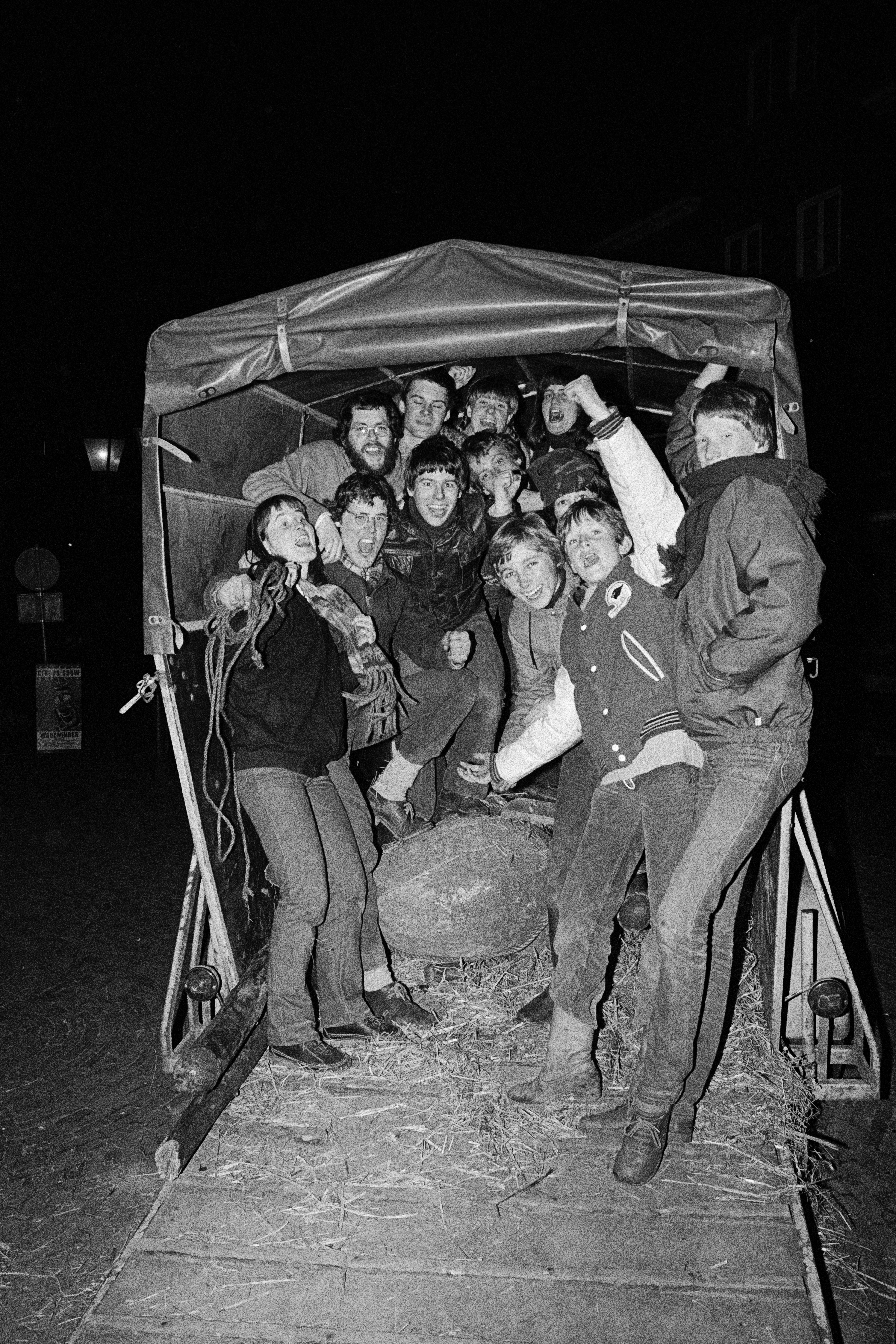
En weer vervoerd naar Lunteren.

## Locaties
- Zwaartepunt bij Putten: 52° 14′ 36″ NB, 5° 38′ 3″ OL (steen) / 52° 14′ 32″ NB, 5° 37′ 59″ OL (vermelde RD-coördinaten 171800; 472700 m)[7]
- Middelpunt bij Oosteinde: 52° 44′ 52″ NB, 6° 17′ 48″ OL
- Middelpunt bij Lunteren: 52° 6′ 3″ NB, 5° 38′ 46″ OL
- Middelpunt omgeschreven cirkel bij Eembrugge: 52° 13′ 44″ NB, 5° 19′ 17″ OL